# Benjamin och jag
Benjamin och jag (orig. Ben and Me) är en animerad kortfilm från Disney som hade urpremiär den 10 november 1953. Filmen bygger på en berättelse från 1939 skriven av Robert Lawson. Lawson illustrerade själv sin barnbok om musen Amos och Benjamin Franklin.

## Medarbetare
Filmen regisserades av Hamilton Luske, skrevs av Robert Lawson och Bill Peet. Oliver Wallace skapade musiken. Filmens layout gjordes av Hugh Hennesy, Thor Putnam och Al Zinnen. Les Clark, Eric Cleworth, Hugh Fraser, Jerry Hathcook, Ollie Johnston, Hal King, John Lounsbery, Don Lusk, Cliff Nordberg, Wolfgang Reitherman, Harvey Toombs, Marvin Woodward var animatörer. Bakgrunder gjordes av Dick Anthony, Al Dempster och Thelma Witmer.
Distributör var Buena Vista Distribution

## Handling
En trångbodd mus, Amos, lämnar sina föräldrar och syskon för att söka arbete. Efter mycket sökande träffar han Benjamin Franklin och börjar arbeta hos honom, bl.a. med att skriva och publicera tidningen  Pennsylvania Gazette. Benjamin Franklin har stor nytta av Amos mus i sitt arbete och i sitt sociala liv, men Franklin riskerar vid flera tillfällen musens liv i sin iver att utforska elektriciteten. Amos får nog och flyttar tillbaka till sin familj. Amos följer Benjamins liv, men stoltheten förbjuder honom att ta upp kontakten igen. Innevånarna i Amerikas stater är missnöjda med de som koloni styrs av England. Franklin får i uppdrag att förhandla med den Engelske kungen. När han återvänder är han nedslagen och säger att kungen inte ville lyssna. Franklin är med i arbetet på författandet av den amerikanska självständighetsförklaringen. Rådvill söker Benjamin upp Amos och de försonas. I sista minuten får Amos mus vara med och hjälpa Benjamin Franklin och Thomas Jefferson att skriv textens berömda inledning.

## Röster
Engelska röster:
- Amos mus: Sterling Holloway
- Benjamin Franklin: Charles Ruggles
- Thomas Jefferson m.fl.: Hans Conried
- Olika personer: Bill Thompson

Svenska röster:
- Amos mus: Roger Storm
- Benjamin Franklin: Gunnar Uddén
- Thomas Jefferson m.fl.: Anders Öjebo

## Sverige
Filmen hade svensk premiär 20 maj 1957. Den finns utgiven för hemmavideo i samlingen Walt Disney Sagobibliotek vol 3.

### Böcker
Liksom många av Disneys filmer omarbetades den här för bokutgivning. Denna illustrerade berättelse finns utgiven i Sverige i sagoböckerna Disneyland.